# Neothodelmus
Neothodelmus is een geslacht van wantsen uit de familie van de Reduviidae (Roofwantsen). Het geslacht werd voor het eerst wetenschappelijk beschreven door William Lucas Distant in 1919.

## Soorten
Het genus bevat de volgende soorten:

- Neothodelmus affinis Miller, 1948
- Neothodelmus typicus Distant, 1919
- Neothodelmus yangmingshengi China, 1940